# Довговічність
Довгові́чність (англ. durability) — властивість об'єкта зберігати працеспроможний стан (працездатний стан) або виконувати потрібні функції до настання граничного стану при встановленій системі технічного обслуговування і ремонту.

## Показники довговічності
Стандартом передбачені чотири кількісні показники, а також декілька понять, що стосуються тривалості та обсягу наробітку. Усі ці показники та поняття мають, зазвичай, часове вираження. З них, основні показники, що стосуються довговічності наступні:
Ресурс — сумарний наробіток об'єкта від початку його експлуатації чи поновлення після ремонту до переходу в граничний стан. Це — величина, що потенційно може бути досягнута під час експлуатації. Для деяких об'єктів застосовується ще призначений ресурс, після досягнення якого експлуатацію об'єкта належить припинити незалежно від його стану. Обидва показники визначають у годинах наробітку.
- Середній ресурс — математичне сподівання ресурсу.
- Гамма-відсотковий ресурс — сумарний наробіток, протягом якого об'єкт не досягає граничного стану з імовірністю γ.
- Призначений ресурс — сумарний наробіток, при досягненні якого експлуатацію об'єкта належить припинити незалежно від його технічного стану

Календарна тривалість експлуатації об'єкта від початку чи відновлення після ремонту до переходу в граничний стан називається терміном служби, вимірюється цей показник у календарних роках. Термін служби може бути призначеним, тобто таким, після досягнення якого експлуатація об'єкта припиняється.
- Середній термін служби — математичне сподівання терміну служби.
- Гамма-відсотковий термін служби — календарна тривалість експлуатації, протягом якої об'єкт не досягає граничного стану з імовірністю γ, вираженою у відсотках.
- Призначений термін служби — календарна тривалість експлуатації, при досягненні якої експлуатацію об'єкта належить припинити незалежно від його технічного стану.

Слід додати, що до цих термінів обов'язково подаються вказівки щодо початку контролю (відліку часу). Ресурс може бути повним, до першого капітального ремонту та між першим та другим капітальними ремонтами тощо. Критерій настання кінця призначеного ресурсу або терміну служби цілком визначений — досягнення об'єктом граничного стану, але безліч різнорідних факторів спричиняє імовірнісний характер наробітку до цього стану. Тому досягнення визначеного наробітку не є безумовним приводом для списання об'єкта з експлуатації. Сам характер визначення його — математичне сподівання — свідчить про те, що ці величини розподілені за якимось законом і можуть бути більшими чи меншими від наведених у технічній документації.

## Критерії довговічності
Довговічність визначається двома умовами: технічним і моральним зносом:
- Технічний знос виникає у тому випадку, коли подальший ремонт і експлуатація елемента або системи є неможливими або стають не вигідними економічно;
- Моральний знос означає невідповідність параметрів елемента або системи сучасним умовам експлуатації.

## Граничний стан
Досягнення граничного стану об'єкта визначається залежно від його схемно-конструктивних особливостей, режиму експлуатації та сфери використання.

### Граничний стан неремонтованих об'єктів
Для багатьох виробів (наприклад, освітлювальних ламп, електронних компонентів, вузлів побутових електроприладів тощо), які не ремонтуються, граничний стан збігається з відмовою. У інших випадках граничний стан визначається досягненням періоду підвищеної інтенсивності відмов. Таким методом визначається граничний стан для функційно важливих компонент автоматичних пристроїв. Використання цього методу обумовлене зниженням ефективності експлуатації виробів, компоненти яких мають підвищену інтенсивність відмов, а також порушенням вимог безпеки. Період експлуатації неремонтованих виробів до граничного стану встановлюється за результатами спеціальних випробувань і вноситься до технічної документації на вироби. Якщо не можна заздалегідь отримати інформацію про зміну інтенсивності відмов, граничний стан виробу визначається безпосереднім обстеженням його стану в процесі експлуатації.

### Граничний стан ремонтопридатних виробів
Граничний стан ремонтопридатних виробів визначається неефективністю їх подальшої експлуатації через зростання частоти відмов, що приводить до збільшення витрат на ремонт. В деяких випадках критерієм граничного стану ремонтованих виробів може бути порушення вимог безпеки, наприклад на транспорті. Граничний стан може також визначатися ступенем морального старіння.

## Шляхи підвищення довговічності
Довговічність машини суттєво залежить від умов і технічного рівня експлуатації. Низький рівень обслуговування призводить до скорочення терміну служби машини. Однак вирішальне значення для довговічності машини має
раціональність її конструкції. Кожен вузол і кожна деталь мають свою довговічність, що забезпечується їх міцністю, механічною жорсткістю та зносостійкістю.
Заходи з підвищення довговічності здорожують конструкцію. Необхідність використання якісних матеріалів, упровадження нових технологічних процесів і додаткового обладнання вимагає збільшення капіталовкладень. Але ці затрати, зазвичай, виправдовуються. Вартість виготовлення деталей, які визначають довговічність машини, зазвичай є невеликою порівняно з вартістю виготовлення машини, а вартість самої машини є невеликою порівняно із загальною сумою експлуатаційних витрат.
Слід зазначити, що надмірне підвищення довговічності, як і недостатня довговічність економічно невигідні. Довговічність машини не повинна перевищувати терміну морального зношення, тобто стану, коли машина, зберігаючи фізичну працездатність, за своїми кількісними чи якісними характеристиками перестає задовольняти споживача через підвищення вимог чи появи сучасніших машин.
Попередження морального зношення досягається двома шляхами. Перший — в конструкцію машини закладаються резерви розвитку за потужністю, продуктивністю, діапазоном операцій, що виконуються. Це дозволяє в подальшому модернізувати машину відповідно до нових вимог. Другий — підвищення інтенсивності використання машини в експлуатації, тобто прагнення відпрацювати ресурс довговічності за короткий термін служби. Найоптимальнішим переважно вважається термін — 3…4 роки.